# Wiederkehrende Schauplätze in Police Academy

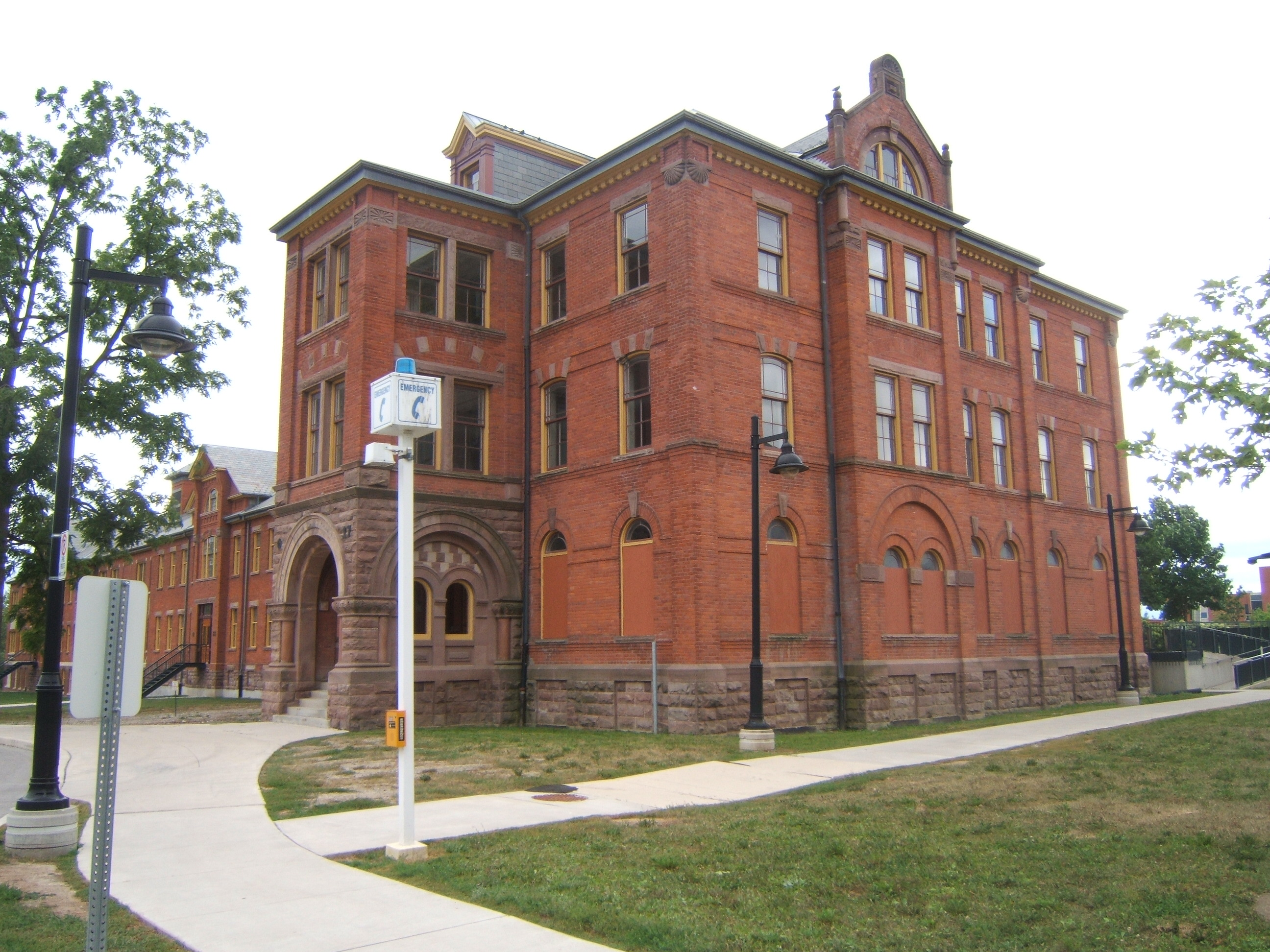
Seitenansicht des Gebäudes, das in den Teilen 1, 3 und 4 als Police Academy diente

Die Wiederkehrenden Schauplätze in Police Academy sind die Orte, die in der Filmserie Police Academy eine zentrale Rolle spielen.
Alle Filme und Serien von Police Academy spielen in einer fiktiven US-amerikanischen Großstadt und deren Polizeiakademie. In letzterer gibt es einige markante Orte, die wiederholt in den Filmen auftauchen. Weiterhin gibt es die Bar The Blue Oyster, die in den ersten 4 Filmen als Running Gag eingesetzt wurde.

## Die Stadt

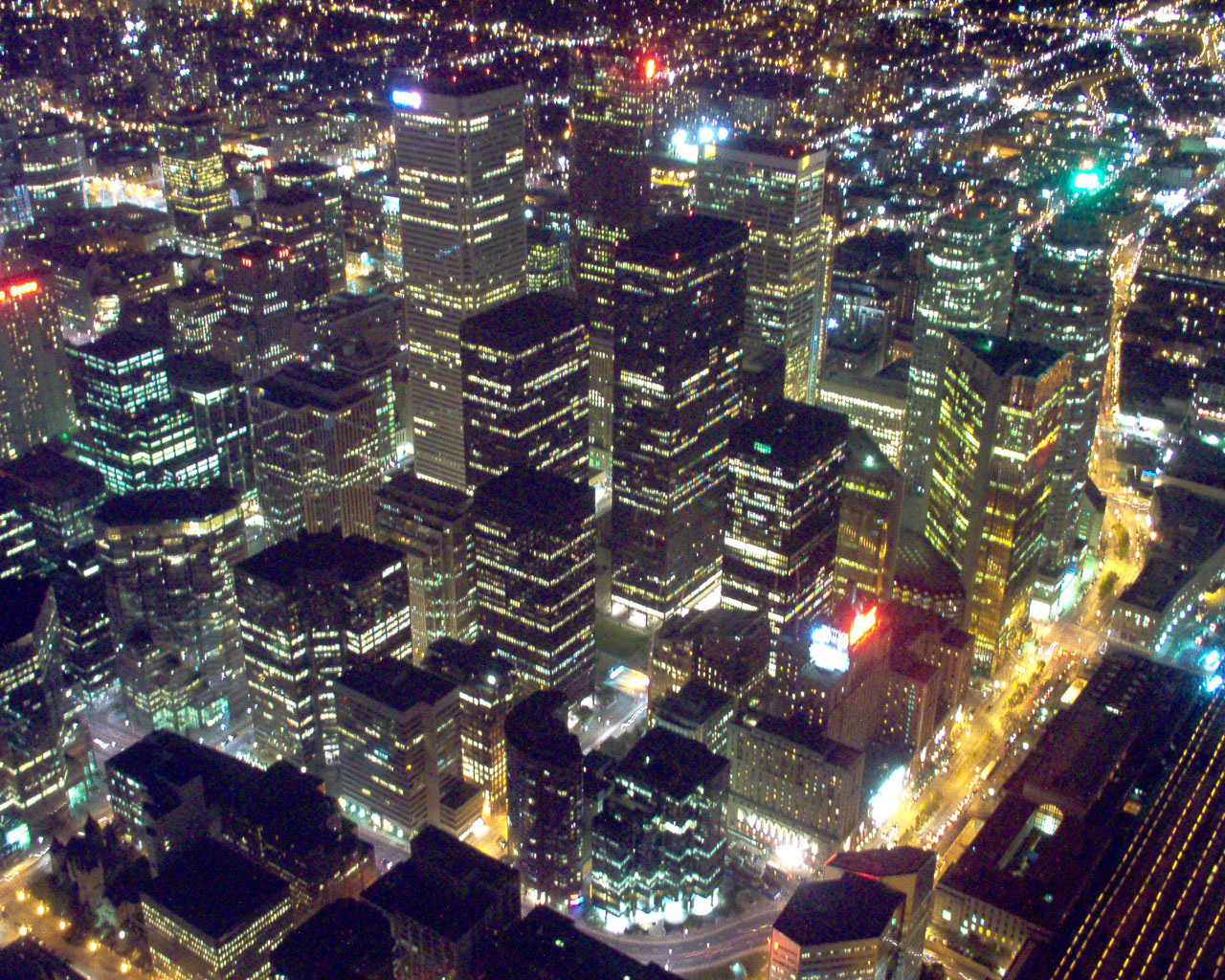
Das nächtliche Toronto - Verwendet als Hintergrund im Vorspann einiger der Filme

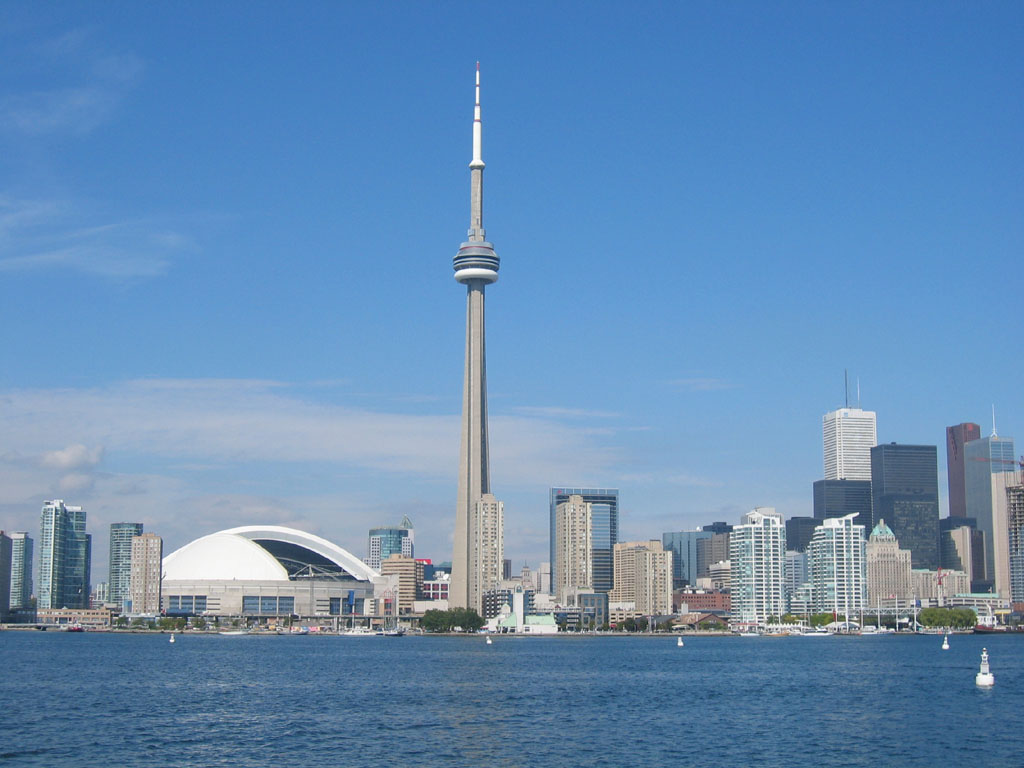
Skyline von Toronto bei Tage. In ähnlicher Form zu sehen in Police Academy 3

Die Filme und Serien spielen in einer fiktiven US-amerikanischen Großstadt. In der deutschen Version des ersten Films wird konkret die New Yorker Polizei-Akademie genannt, um die es in dem Film gehen soll. Allerdings handelt es sich dabei um eine Erfindung der Übersetzer, da dies im amerikanischen Original fehlt. Zudem fehlen entsprechende Erkennungsmerkmale wie z. B. bekannte Gebäude der Stadt, Uniformen des NYPD oder entsprechende Autokennzeichen.
In keinem der Filme wird der Name der Stadt genannt, in der die Polizisten ihren Dienst tun. Die Darstellung der Stadt, insbesondere die Allgegenwärtigkeit von Verbrechen, ist allerdings eine deutliche Anspielung auf die Zustände in Detroit und New York City in den 1980er Jahren. Im Vorspann aller Filme (mit Ausnahme des siebten) sieht man auch die Skyline einer Großstadt, der jedoch markante Gebäude fehlen. In den Dialogen werden auch nie Hinweise gegeben. Klar ist lediglich, dass die Filme in den USA spielen, da die amerikanische Flagge sowie die Farben rot-weiß-blau oft vorkommen.

## Die Gebäude der Akademie

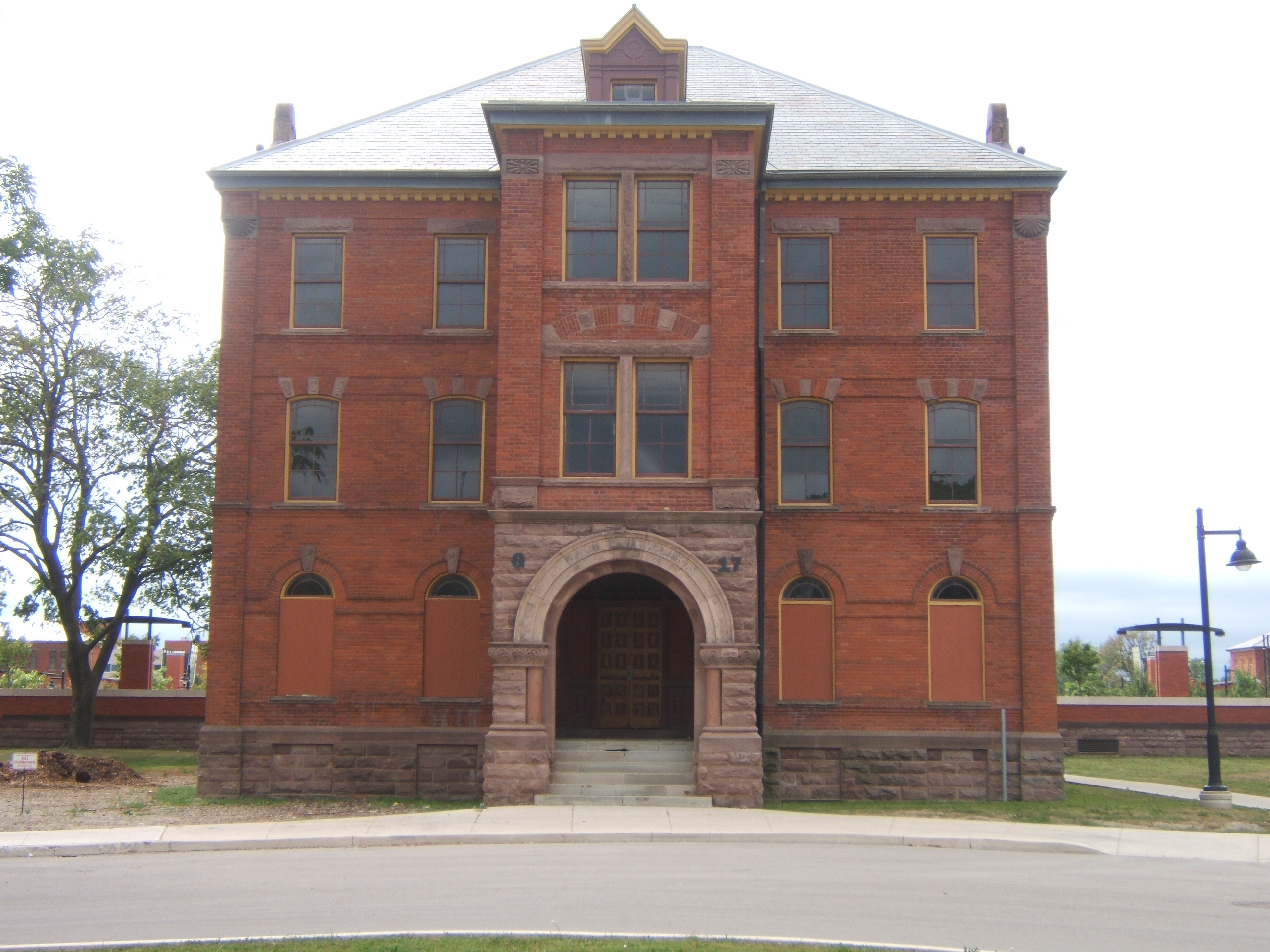
Frontansicht des Akademie-Hauptgebäudes. Über dem Eingang befindet sich Lassards Büro in den Filmen 1,3 und 4.

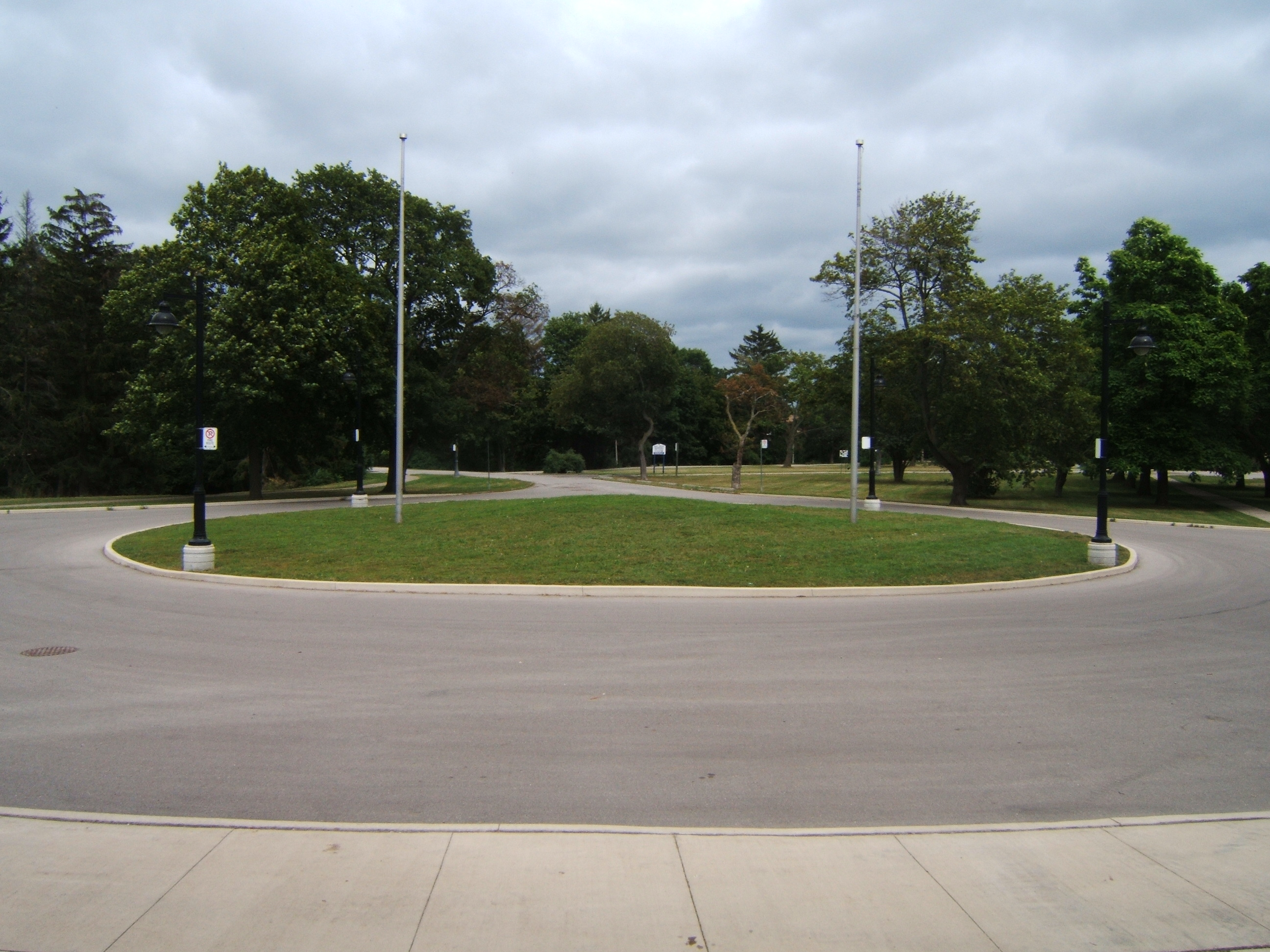
Vorplatz der Akademie (in den Filmen in der Mitte mit dem Logo von Police Academy verziert)

Die Gebäude, zu sehen in den Filmen 1, 3 und 4, stehen in Toronto. Es handelt sich um eine Anlage, die in den 1880er Jahren gebaut wurde und ursprünglich das Mimico Lunatic Asylum (später Lakeshore Psychiatric Hospital), eine psychiatrische Klinik, beherbergte (Position des Gebäudes 43° 35′ 47″ N, 79° 30′ 46,8″ W). Sie wurde von Trevor Williams aus dem Produktionsteam des ersten Films entdeckt. Police Academy war der erste Film, der dort gedreht wurde. In der Folge diente es als Drehort verschiedener weiterer Produktionen. Das Gebäude wurde mittlerweile vom Humber College, einer technischen Universität, aufgekauft. Im Jahr 2011 stand das Hauptgebäude noch leer, aber mittlerweile (Stand: Ende 2022) hat die Hochschule dort ihren Lakeshore Campus. Das Hauptgebäude ist als G-Building bezeichnet und beherbergt das Centre for Entrepreneurship, die übrigen Gebäude verschiedene andere Einrichtungen.
Im siebten Film gibt es wieder eine Außenaufnahme der Akademie, aber es wird ein anderes Gebäude gezeigt, dessen Standort nicht bekannt ist.

### Lassards Büro
Ein wiederkehrender Ort in allen Filmen mit Ausnahme des sechsten ist das Büro von Commander Lassard, in dem vor allem Besprechungen stattfinden.
Es hat eine Aussicht auf den Vorplatz der Akademie. Lassard sitzt dabei mit dem Rücken zum Fenster und hat einen großen Schreibtisch vor sich. Da sich der Drehort der Filme mehrfach änderte, sieht man deutliche Unterschiede im Aussehen des Büros. Während das Büro in den Filmen 1, 3, 4 und 7 sehr ähnlich aufgebaut ist, hat es im 2. Film eine gänzlich andere Aussicht ohne den Vorplatz. Das Büro im 5. Film ist sogar von der Raumgestaltung vollkommen verschieden.

### Der Vorplatz der Akademie
Der Vorplatz der Akademie wird auch oft gezeigt. Ihn ziert in der Mitte ein großes Blumenbeet, das das Emblem der Akademie darstellt. Der Vorplatz ist in den Filmen 1, 3, 4, 5 und 7 zu sehen, im 5. und im 7. Teil allerdings etwas verschieden im Erscheinungsbild. Im 3. Film stürzt Zed mit dem Motorrad in die Blumen, im 4. Film sind es Carey Mahoney und Larvell Jones, die mit dem Auto dort landen.

## The Blue Oyster
Ein Running Gag der ersten vier Filme ist der Schwulenclub The Blue Oyster. Er zeichnet sich vor allem dadurch aus, dass die dort üblicherweise Anwesenden Lederkleidung bzw. Polizistenverkleidungen tragen, die an die Village People erinnern. In der Bar wird Tango getanzt. Die Musik ist ein Stück mit dem Namen „El Bimbo“. Die unbeabsichtigt dort landenden Akteure werden zum Mittanzen gezwungen.
Die „Besucher“ sind im Einzelnen:
- Copeland und Blankes landen im ersten Film gleich zweimal dort. Beim ersten Mal fallen sie auf eine Täuschung Mahoneys herein, der ihnen hat mitteilen lassen, dass die Party der Kadetten dort sei. Am Ende des Films landen sie nochmals dort, als sie vor einem wütenden Mob flüchten. Die Adresse gibt Mahoney als Howl Street an.
- Sweetchuck flieht im zweiten Fall vor Zeds Bande und landet versehentlich dort. Er muss mittanzen, aber kurz darauf bricht eine Schlägerei aus, weil seine Verfolger auch hereinkommen. Mahoney, Vinnie Schtulman und vor allem Hightower lösen die Situation und verhaften alle, die an der Schlägerei beteiligt sind.
- Proctor scheint ein Kenner der Bar zu sein. So weiß er im zweiten Film deren Adresse auswendig: 629 Cowan Avenue. Allerdings sieht man später die Hausnummer 655, als die anderen Polizisten dort ankommen.
- Proctor landet im dritten Film splitternackt in dem Club, nachdem er von der Prostituierten hereingelegt worden ist. Das weitere Geschehen bleibt allerdings offen.
- Im darauffolgenden Film gehen Harris und Proctor auf einen Tipp Mahoneys dorthin – dieser hat ihnen erzählt, dort gebe es ein Restaurant mit der besten Salatbar der Stadt.

Der „reale“ Blue Oyster Club des ersten Films befand sich in einem Blues-Club namens Silver Dollar Room in Toronto (Position 43° 39′ 29,2″ N, 79° 24′ 1,4″ W). Das Gebäude wurde 2018 abgerissen.

## Orte außerhalb derStadt
Im Gegensatz zur Stadt werden Orte außerhalb der Stadt klar benannt. In drei Filmen spielen Teile der Handlung außerhalb der Stadt:
- Im vierten Film wird Lassard zu einem Seminar nach England geschickt, wodurch erstmals ein Teil der Handlung außerhalb der Stadt stattfindet. Die einzige in London spielende Szene umfasst jedoch weniger als 2 Minuten.
- Im fünften Film fährt Lassard mit seinen Leuten zu einer Ehrung nach Miami. Hierdurch wird erstmal die gesamte Handlung zu weiten Teilen aus der Stadt verlegt. Insgesamt spielt der Film zu rund zwei Dritteln in Miami und Umgebung.
- Ähnlich ist es im siebten Film, wo Lassard mit seinen Leuten nach Moskau gerufen wird, um einen Gangsterboss zu stoppen. Hier spielen nur die ersten 10 Minuten in Amerika.

## Drehorte

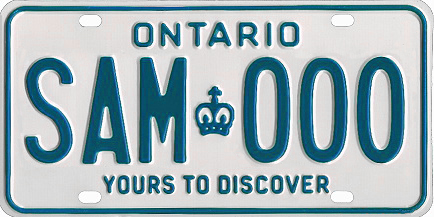
Muster-Kfz-Kennzeichen aus dem Jahr 1982 aus der kanadischen Provinz Ontario. Ähnliche Schilder sind in dem 1984 veröffentlichten ersten Film zu sehen, da dieser in Ontario entstand.

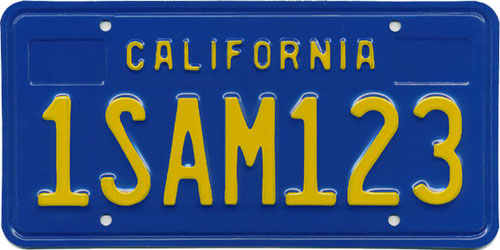
Kfz-Kennzeichen aus dem Jahr 1980 aus dem US-Bundesstaat Kalifornien. Ähnliche Schilder sind in dem 1985 veröffentlichten zweiten Film zu sehen, da dieser in Kalifornien entstand.

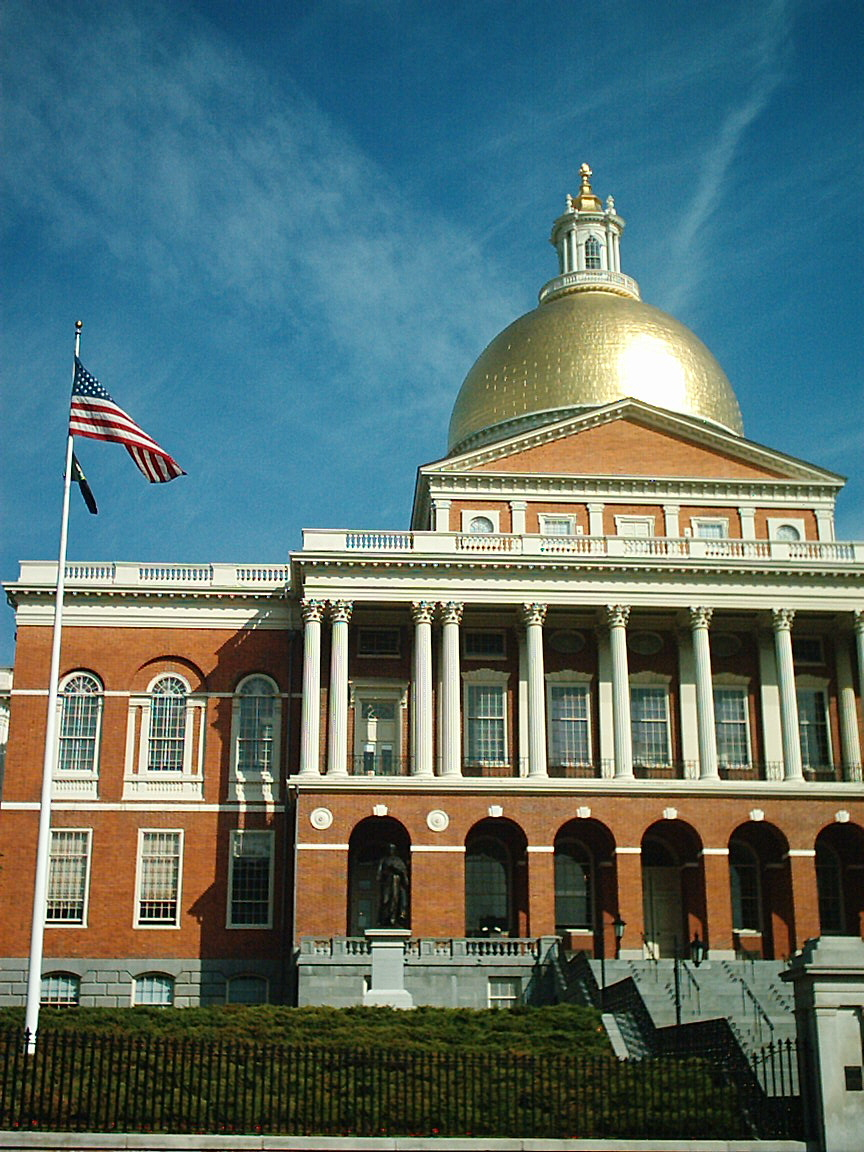
Das State House in Boston – im vierten Film als Gericht der Stadt zu sehen

Obwohl die Farben der US-Flagge und andere USA-typische Elemente zahlreich in den Filmen zu finden sind, wurden sie zu großen Teilen nicht in den USA, sondern in Kanada, genauer Toronto in der Provinz Ontario, gedreht. Die Drehorte sind im Einzelnen:
- Die im Vorspann verwendete Skyline gehört meist zu Toronto.
- Der erste Film entstand in Toronto. Der kanadische Drehort wird in einigen Details verraten. So haben die Autos Nummernschilder von Ontario (blau auf weißem Grund[2]). Auch gibt es eine Szene, in der ein Schild die Aufschrift „centre“ (kanadisch/britische Schreibweise) anstatt „center“ (US-Schreibweise) trägt. Neben Toronto wurde auch in Brampton in der Region Toronto gefilmt.
- Der zweite Film wurde zu großen Teilen in Los Angeles gedreht. So sieht man die damals üblichen kalifornischen Nummernschilder (gelb auf blauem Grund[3]). Der erwähnte Strand ist ebenso dort. Beschriftungen sind teilweise auf Spanisch, was in Kalifornien wegen der großen Anzahl spanischsprachiger Einwanderer nicht unüblich ist. In diesem Film ist das Gebäude der Academy von außen nicht zu sehen. Auch die Aussicht aus Lassards Büro unterscheidet sich deutlich.
- Der dritte Film wiederum entstand fast vollständig in Toronto. So ist bei den Wasserszenen gegen Ende klar die Skyline zu erkennen, teilweise sogar mit dem markanten CN Tower. Einige Szenen wurden aber im Long-Island-Sund bei New York gedreht.
- Der vierte Film spielt fast vollständig in Ontario. Lediglich für die Außenaufnahme des Gerichts wurde das Massachusetts State House in Boston, Massachusetts verwendet. Die in London spielende Szene wurde daher höchstwahrscheinlich auch in Ontario gedreht.
- Der fünfte Film entstand fast vollständig in Miami und West Palm Beach in Florida. Es finden sich auch keine Außenaufnahmen der Academy und Lassards Büro sieht deutlich anders aus als in den Vorgängerfilmen. Allerdings wurden die Verfolgungsszenen auf dem Wasser am Schluss des Films auf dem Ontariosee bei Toronto gedreht.
- Der sechste Film wurde wie der zweite Film in verschiedenen Teilen von Los Angeles gedreht. Es gibt jedoch einige Details, die auf vorige Filme Bezug zu nehmen scheinen. So sind die Nummernschilder wie im ersten Film wieder blau auf weißem Grund. Sie tragen allerdings den Schriftzug „Drive Safely“. Zudem finden sich die Ortsbezeichnungen „Oakdale“ und „Wilson Heights“ - Toronto, das in den vorigen Filmen oft als Drehort verwendet wurde, hat Stadtteile mit diesen Namen.
- Der siebte Film entstand zu großen Teilen in Moskau, aber auch einige wenige Szenen spielen in der Academy. Das gezeigte Gebäude ist aber nicht das aus den ersten Filmen.